# Louis Caradec
Pour les articles homonymes, voir Caradec.
Louis Caradec est un peintre français né le 28 juillet 1802 à Brest et décédé dans cette même commune le 29 avril 1888.

## Sa vie
D'origine brestoise, élève de Louis-Gabriel Charioux à Paris, il enseigne le dessin à la société d'émulation de Brest puis au lycée de cette ville à partir de 1874.
En 1836, il participe comme lithographe à l'illustration du Voyage dans le Finistère de Jacques Cambry et du Finistère en 1836 d'Émile Souvestre. il est l'auteur en 1858 d'un album de costumes bretons traditionnels offert à Napoléon III alors en visite en Bretagne. Il a produit aussi un album de propagande protestante, caricaturant les fidèles catholiques, édité à Morlaix.
Il a peint de nombreux paysages et scènes d'intérieur bretons, mais surtout de nombreux portraits en costumes bretons traditionnels ainsi que des scènes de mœurs, de marché ou de fêtes. Ses œuvres présentent une grande qualité d'exécution, une précision dans la reproduction des costumes et des accessoires, le rendu des tissus, etc.

## Liste (incomplète) de ses œuvres
Ses œuvres, des peintures à l'huile, sont intéressantes surtout d'un point de vue ethnologique, montrant en particulier de nombreux costumes bretons portés au XIXe siècle.

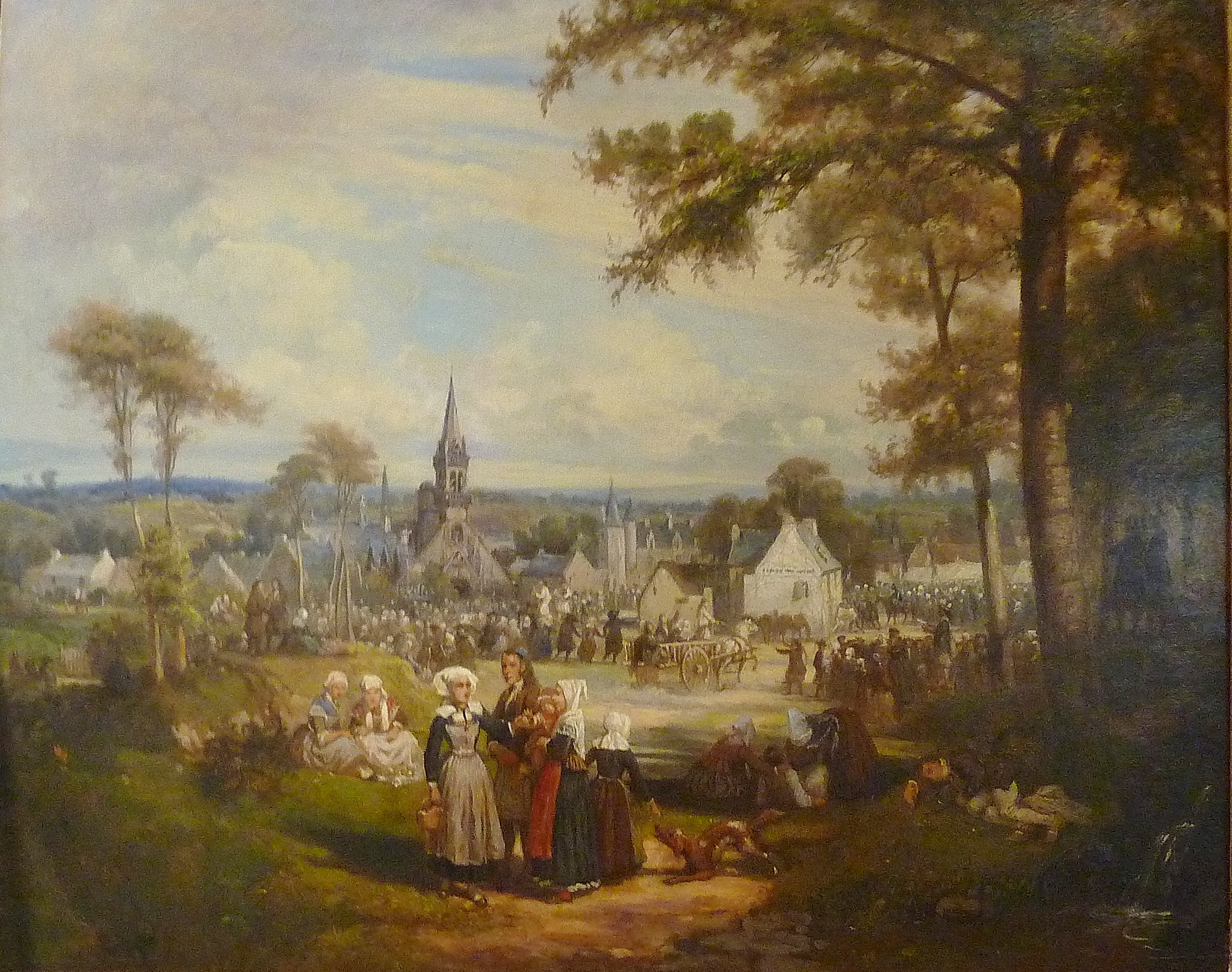
Louis Caradec : Fête bretonne (huile sur toile, vers 1850, musée départemental breton)

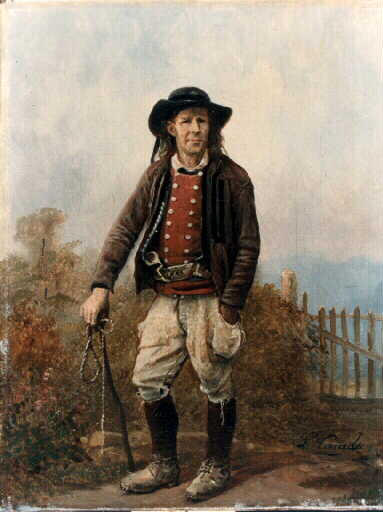
Louis Caradec : Homme de Châteauneuf-du-Faou (huile sur toile, vers 1870, musée départemental breton)

- L'église Saint-Mathieu de Quimper[3],[4], date inconnue, musée départemental breton à Quimper
- Femme de Châteaulin[5],[6], vers 1850, musée départemental breton à Quimper
- Femme de Pont-l'Abbé[7], vers 1850, musée départemental breton à Quimper
- Fileuse fouesnantaise, vers 1850, musée départemental breton à Quimper
- Fête bretonne[8] (au Faouët), vers 1850, musée départemental breton à Quimper
- Homme de Châteaulin[9], vers 1850, musée départemental breton à Quimper
- Homme de Châteauneuf-du-Faou[10], vers 1850, musée départemental breton à Quimper
- Homme du Faou
- Homme de Plabennec[11], vers 1850, musée départemental breton à Quimper

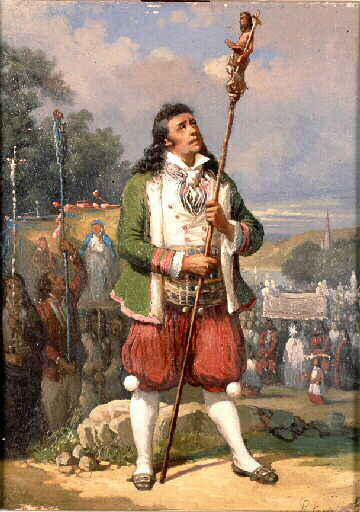
Louis Caradec : Homme de Plougastel-Daoulas (huile sur panneau, vers 1850, musée départemental breton)

- Homme de Plougastel-Daoulas en procession[12], vers 1850, musée départemental breton à Quimper
- Kermesse bretonne[13], vers 1850, musée départemental breton à Quimper
- Pardon à Ploaré[14], vers 1850, musée départemental breton à Quimper

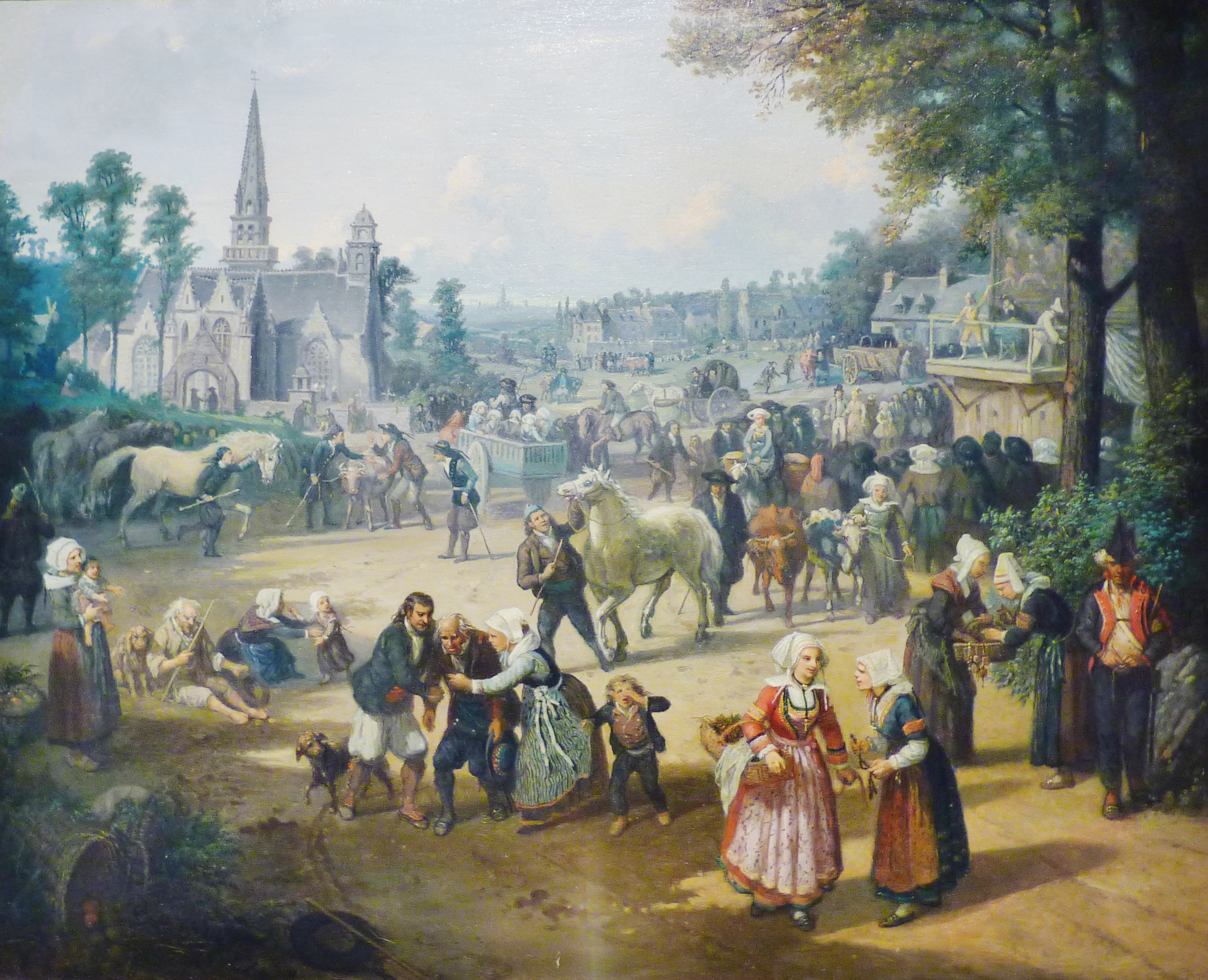
Louis Caradec : Kermesse bretonne (huile sur toile, vers 1850, musée départemental breton)

- Scène de marché en Bretagne (tableau A)[15],[16] (hommes en costume de la région de Saint-Thégonnec et du pays Glazik), vers 1850, musée départemental breton à Quimper
- Louis Caradec : Kermesse bretonne (huile sur toile, vers 1850, musée départemental breton) Scène de marché en Bretagne (tableau B : femmes en costume de Châteaulin et du Léon)[17], vers 1850, musée départemental breton à Quimper
- La Morlaisienne (peinte entre 1843, date d'achèvement du nouvel Hôtel de Ville visible en arrière-plan, et 1865, date de construction du viaduc absent entre l'édifice communal et le port), musée de Morlaix.
- Le joueur de biniou
- Homme du pays pagan
- Portrait de M. F. Auguste Hersent, ancien percepteur de Brest, huile sur toile, 54 x 65 cm, musée des beaux-arts de Brest[18]